# Georg Loeschcke
Georg Loeschcke (Penig, 28 juin 1852-Baden-Baden, 26 novembre 1915) est un archéologue saxon, spécialiste des limes de Germanie.

## Biographie
Il étudie l'histoire et l'allemand à Leipzig (1871-1873) puis grâce à Johannes Overbeck découvre l'archéologie. Il devient ensuite l'élève, entre autres, de Reinhard Kekulé von Stradonitz à l'Université de Bonn. Il établit dès cette époque les bases de sa méthode d'étude des vases.
Obtenant une bourse de l'Institut archéologique allemand (1877), il parcourt l'Italie et la Grèce pendant deux ans. Avec son ami Adolf Furtwängler, il se rend à Mycènes rejoindre les fouilles de Heinrich Schliemann. Les deux hommes y étudient les vases et les tessons et, par leurs écrits, fondent la céramologie non attique.
Professeur de philologie classique et d'archéologie à l'Université de Dorpat (1879), il est nommé en 1887 premier secrétaire de l'Institut archéologique allemand. Il succède en 1889 à Kekulé à la chaire d'archéologie de Bonn et forme de grands noms du domaine comme Friedrich Wilhelm von Bissing, Georg Karo, Hans Dragendorff, Paul Jacobsthal, Carl Watzinger ou Margarete Bieber. Doyen de la faculté (1895-1896) puis recteur (1909-1910) et directeur du musée de l'Université (1889-1912), en 1911, il succède à Kékulé à la chaire de Berlin.
En 1913, il est admis à l'Académie royale des sciences de Prusse.

## Famille
Il épouse en 1879 Katharina Jäger, avec qui il a une fille et six fils, dont :
- Gerhard Loeschchke (de) (1880–1912), théologien et historien de l’Église
- Hermann Loeschchke (de) (1882–1948), pathologiste
- Siegfried Loeschcke (1883–1956) qui a écrit en 1909 un ouvrage séminal sur la catégorisation des céramiques : Keramische Funde in Haltern. Ein Beitrag zur Geschichte der augusteischen Kultur in Deutschland.
- Reinhard Loeschcke (1887–1920), peintre

Après la mort de sa première femme en 1912, il épouse en 1915 son ancienne élève l'archéologue Charlotte Fränkel (alors l'une des cinq femmes allemandes ayant obtenu leur doctorat en archéologie classique avec Margarete Bieber, Elvira Fölzer, Margret Heinemann (de) et Viktoria von Lieres und Wilkau (de)).

## Travaux
- Geschichte der bildlichen Tradition, 1879
- Mykenische Thongefässe, avec Furtwängler, 1879
- Mykenische Vasen, avec Furtwängler, 1886